# Adolf Christen (Schauspieler)

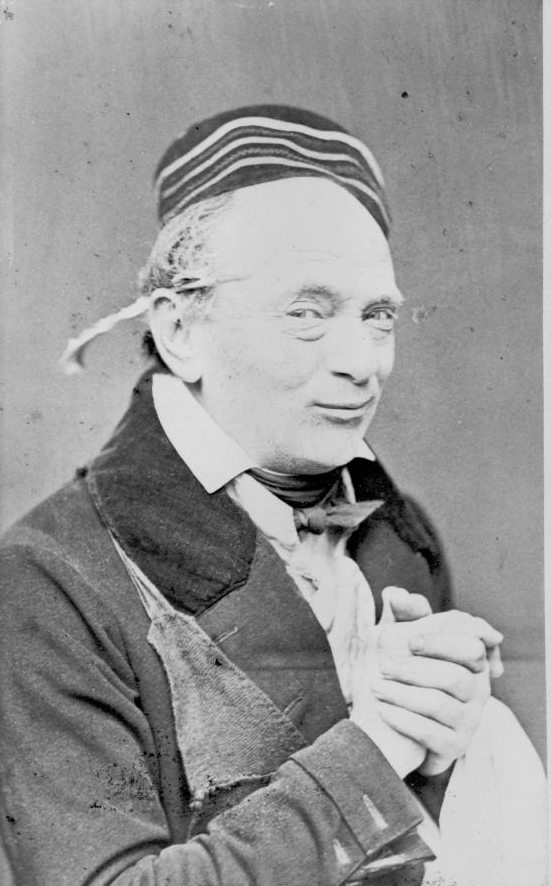
Adolf Christen

Adolf Christen (* 7. August 1811 in Berlin; † 13. Juli 1883 in München) war ein bayerischer Hofschauspieler und -regisseur sowie Theaterdirektor des Aktientheaters in München.

## Leben
Er wurde nach Absolvierung der Gewerbeschule für den Kaufmannsstand bestimmt. Derselbe behagte ihm jedoch nicht und so versuchte er es mit der Maschinenschlosserei. Da ihm auch dieser Beruf nicht behagte, begann er mit der Schauspielerei und betrat 1831 in Wittenberg zum ersten Mal die Bühne. Nach langen Irrfahrten wurde er von Friedrich Jahn zu einem Probespiel am 1. Oktober 1842 am Münchner Hoftheater eingeladen. Dieses führte zu seinem Engagement, in München verblieb er dann mehr als 30 Jahre.
Nach dem Tod von Klara Zieglers Vater übernahm er deren Vormundschaft. Ihrem Wunsch, Schauspielerin zu werden, stand er zunächst ablehnend gegenüber. Dennoch gab er nach und erteilte ihr Unterricht. 1876 heiratete er Klara Ziegler.
Adolf Christen starb 1883 im Alter von 71 Jahren in München.

## Grabstätte

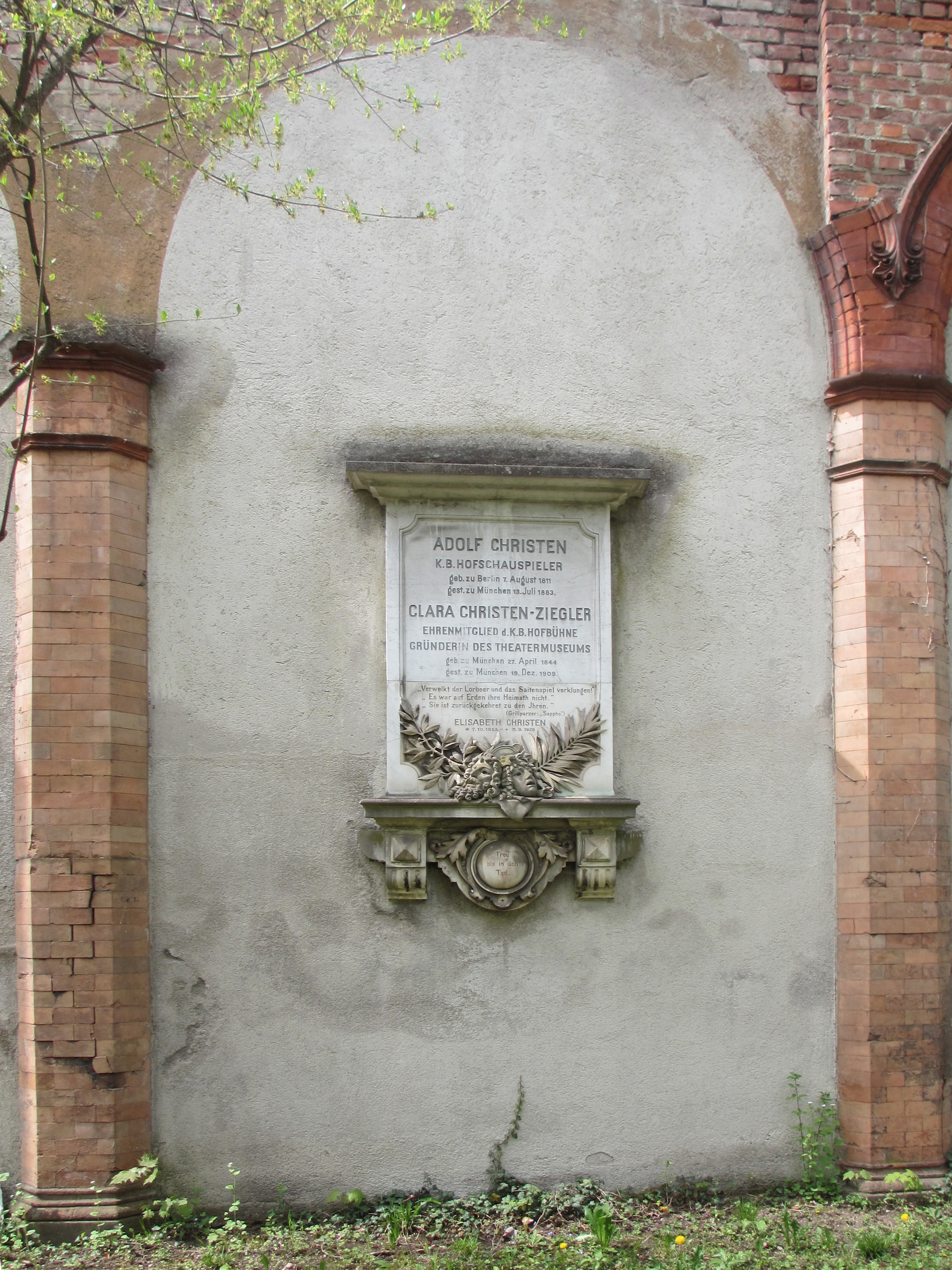
Grab von Adolf Christen und seiner Frau Klara Ziegler auf dem Alten Südlichen Friedhof in München (Neu Arkaden Platz 121 bei Gräberfeld 38 -)

Die Grabstätte von Adolf Christen und Klara Ziegler befindet sich auf dem Alten Südlichen Friedhof in München (Neu Arkaden Platz 121 bei Gräberfeld 38) Standort.